# Mirificarma aflavella
Mirificarma aflavella är en fjärilsart som beskrevs av Hans Georg Amsel 1935. Mirificarma aflavella ingår i släktet Mirificarma och familjen stävmalar. Inga underarter finns listade i Catalogue of Life.